# Microlicia flavovirens
Microlicia flavovirens är en tvåhjärtbladig växtart som beskrevs av Woodgyer och Daniela Cristina Zappi. Microlicia flavovirens ingår i släktet Microlicia och familjen Melastomataceae. Inga underarter finns listade i Catalogue of Life.